# Шиян, Ланс
Ланс Питер Шиян (настоящее имя — Лазар Шиян; англ. Lance Sijan, серб. Лазар Шијан; 13 апреля 1942, Милуоки, штат Висконсин, США — 22 января 1968, Ханой, Вьетнам) — военный лётчик, капитан ВВС США, награждённый высшей военной наградой США — Медалью Почёта.

## Биография
Этнический серб. Прошел подготовку в подготовительной школе Военно-морской академии в Ньюпорте (Род-Айленд), затем в 1961—1965 обучался в Академии ВВС США в Колорадо Спрингс, штат Колорадо.
После её окончания был назначен в 480-ю тактическую истребительную эскадрилью 366-го истребительного авиаполка, дислоцированного на авиабазе в Дананге (Южный Вьетнам).
Участник войны во Вьетнаме. Летал в качестве пилота истребителя-бомбардировщика F-4 Phantom II.
Во время ночного полёта 9 ноября 1967 в результате взрыва боекомплекта из-за неисправности самолет получил серьезные повреждения. Первый пилот погиб на месте, Л. Шияну удалось катапультироваться. С многочисленными ранениями и травмами (переломами правой руки и левой ноги, проломом черепа), в бессознательном состоянии совершил приземление в джунглях, на территории, контролируемой северовьетнамцами.

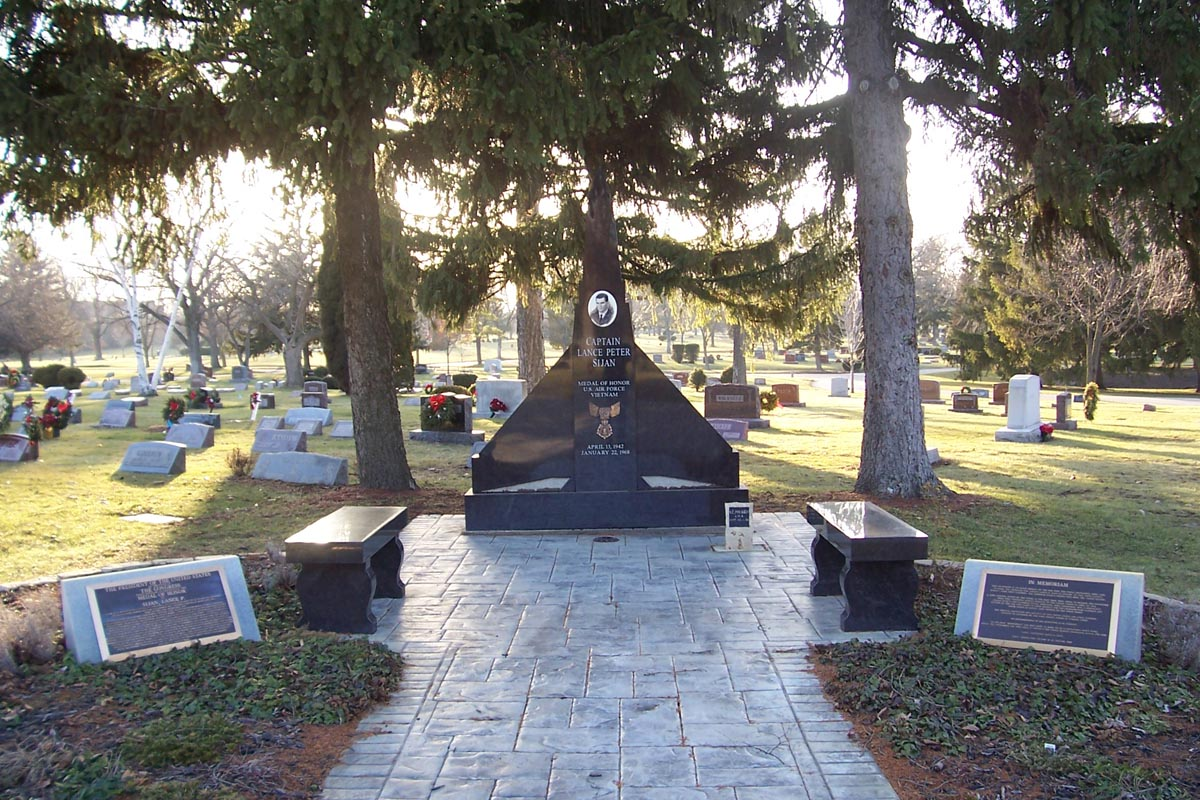
Могила капитана Л. Шияна на Арлингтонском кладбище в Милуоки

Спасательному вертолету США из-за сильного огня противника не удалось спасти пилота. Скрываясь в джунглях в течение 45 дней без продовольствия и воды, Л. Шиян похудел на 40 кг. После 45 дней был все же найден в бессознательном состоянии противником. Помещённый в лагерь для военнопленных для получения от него данных, подвергался пыткам. Через некоторое время сумел бежать, но был пойман через несколько часов.
Находился в тюрьме для пленных американских пилотов в ханойской тюрьме, так называемом Ханой Хилтоне. Умер во время пыток.

## Награды
- Медаль Почёта (США) (посмертно, 1976)[1]
- Медаль Пурпурное сердце
- Медаль военнопленного (США)
- Имя Л. Шияна занесено в зал славы Ордена де Моле.